# (33754) 1999 RH47
1999 RH47 (asteroide 33754) é um asteroide da cintura principal. Possui uma excentricidade de 0.11640640 e uma inclinação de 12.95677º.
Este asteroide foi descoberto no dia 7 de setembro de 1999 por LINEAR em Socorro.